# Pachliopta hector

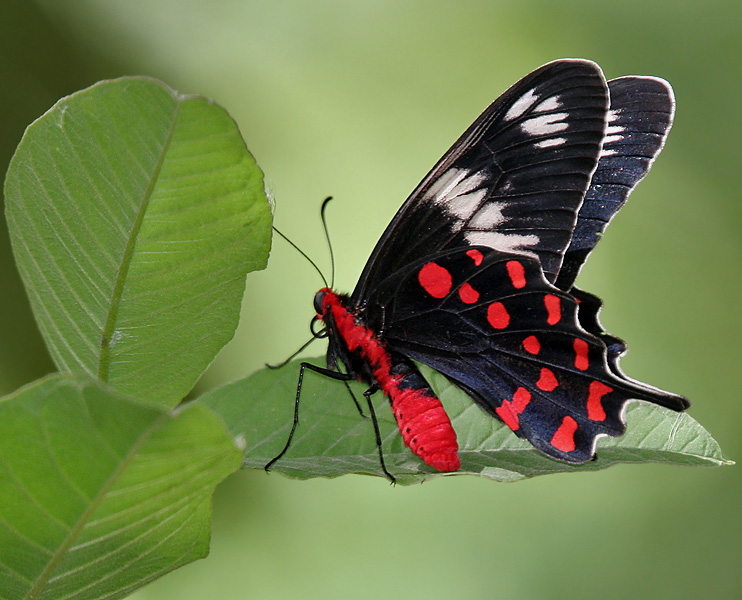
Macho en Hyderabad, India

Pachliopta hector, la rosa carmesí, es una gran mariposa papiliónida que pertenece al género Pachliopta (rosas) de las papiliónidas de cuerpos rojos.

## Área de distribución
Se encuentra en India y Sri Lanka y posiblemente en la costa occidental de Birmania.
En India, se encuentra en los Ghats occidentales, sur de India (Kerala), este de India (Bengala Occidental y Odisha). Es muy raro encontrarlo en las islas Andamán.

## Estado
Generalmente es común y no se sabe que esté amenazado. Es común a lo largo de los Ghats occidentales hasta Maharashtra pero es raro en Guyarat. Esta especie está protegida por la ley en India.

## Descripción
La parte superior del macho es negra. Ala anterior con una banda ancha blanca interrumpida desde el nervio subcostal opuesto al origen de las venas 10 y 11, extendida oblicuamente al tornus, y una segunda banda corta preapical similar; ambas bandas compuestas de rayas anchas separadas irregularmente en los espacios intermedios. Ala posterior con una serie discal posterior fuertemente curvada de siete puntos carmesí seguidos de una serie submarginal de lúnulas carmesí. Parte inferior: ala anterior de color negro parduzco opaco, ala posterior de color negro; marcas como en la parte superior, pero las manchas carmesí y las marcas en forma de media luna en la parte posterior son más grandes. Antenas, tórax y abdomen arriba en la base, negros; cabeza y resto del abdomen carmesí brillante; los lados del tórax y el abdomen, carmesí.
La hembra es similar; la serie discal de manchas y lúnulas submarginales son mucho más opacas, carmesí pálido rociado con escamas negras; en algunos especímenes las manchas anteriores y las lúnulas son casi blancas, apenas teñidas de carmesí; parte superior del abdomen con el color negro extendido más hacia el ápice.
No se han descrito razas geográficas.

## Hábitat
Esta mariposa se encuentra tanto en la selva como en campo abierto. Durante la estación seca se la puede encontrar hasta los 2400 m de altitud en el sur de la India, pero se la encuentra durante todo el año en elevaciones más bajas.

## Hábitos
Es una mariposa de cola muy llamativa con bandas blancas prominentes en sus alas anteriores. La rosa carmesí es muy aficionada a las flores, especialmente a las del género Lantana. El néctar parece ser esencial para la mariposa y se cree que una mayor ingesta de néctar aumenta la producción de huevos.
Cerca del suelo, el vuelo de la rosa carmesí es lento y agitado pero constante. A mayores alturas, vuela más rápido y más fuerte. Toma el sol con sus alas extendidas, a veces en pequeñas congregaciones en los árboles, en alturas de 10 a 15 metros.
La mariposa a menudo se posa para pasar la noche en grandes compañías en las ramas de árboles y arbustos, a veces acompañada de unos pocos mormones comunes. Al descansar, la mariposa coloca sus alas anteriores a medio camino entre las alas posteriores.

### Aposematismo e imitación
El cuerpo rojo, el vuelo lento y peculiar, la coloración brillante, y el patrón de las alas están destinados a indicar a los depredadores que esta mariposa no es comestible; está bien protegida por los venenos que ha obtenido de la planta que le sirvió de alimento durante su estadio larval. Su vuelo y comportamiento es muy similar al de la rosa común. Al igual que esa mariposa, tampoco es comestible y rara vez es atacada por depredadores. Esto ha llevado a que esta mariposa también sea imitada por un morfo femenino del mormón común (Papilio polytes), en este caso, la fase hembra romulus.

### Migración
El aspecto más llamativo del comportamiento de esta mariposa son sus fuertes tendencias migratorias. Durante su temporada pico se pueden encontrar varios miles de rosas carmesí que se congregan y luego comienzan a migrar a otras áreas.
En la revista Entomologist's Monthly, 1880, p. 276, R. S. Eaton señala que en Bombay esta mariposa se posó en grandes congregaciones, sin embargo Charles Thomas Bingham señala que en los Ghats occidentales entre Vengurla (Maharashtra) y Belgaum, la mariposa tenía la costumbre de posarse en compañía en las ramitas de algún arbusto espinoso, pero nunca las vio juntas en grandes cantidades.

## Ciclo de vida

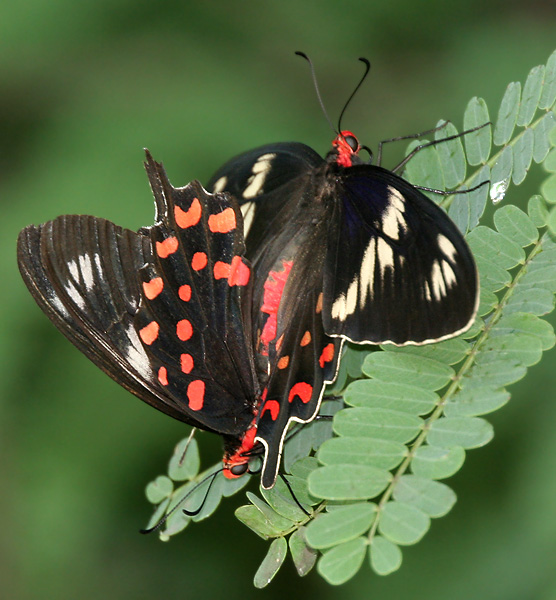
Pareja de apareamiento
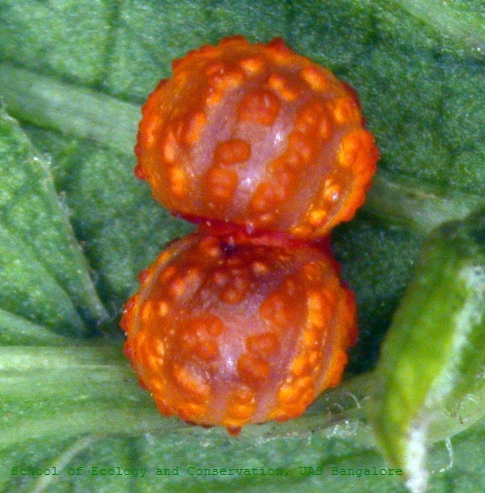
Huevo
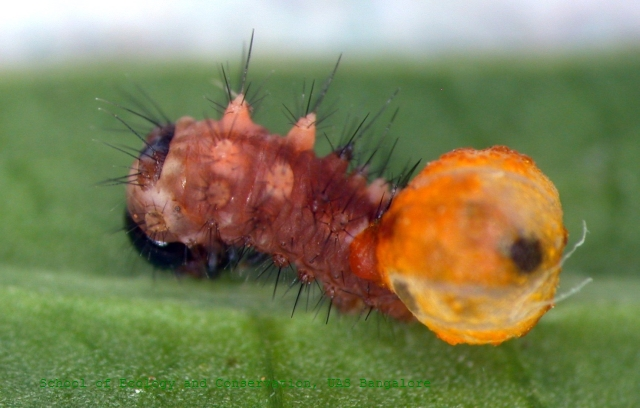
Eclosión
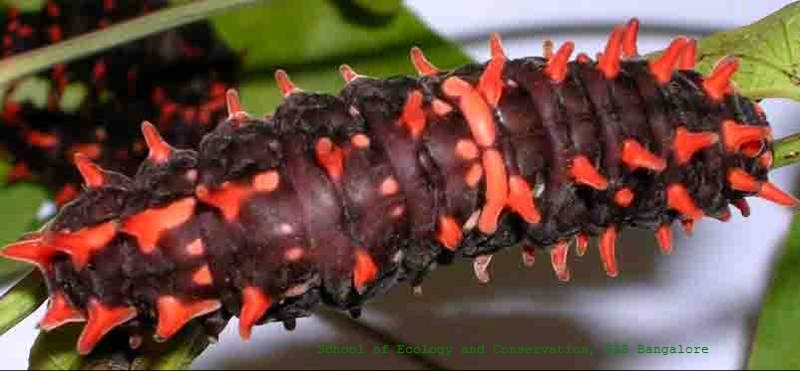
Oruga
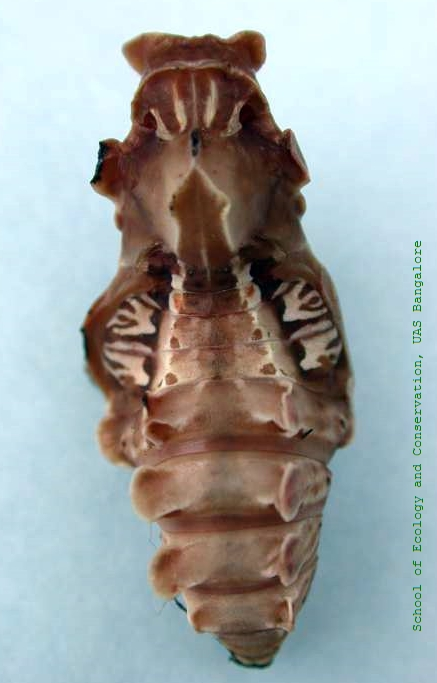
Pupa
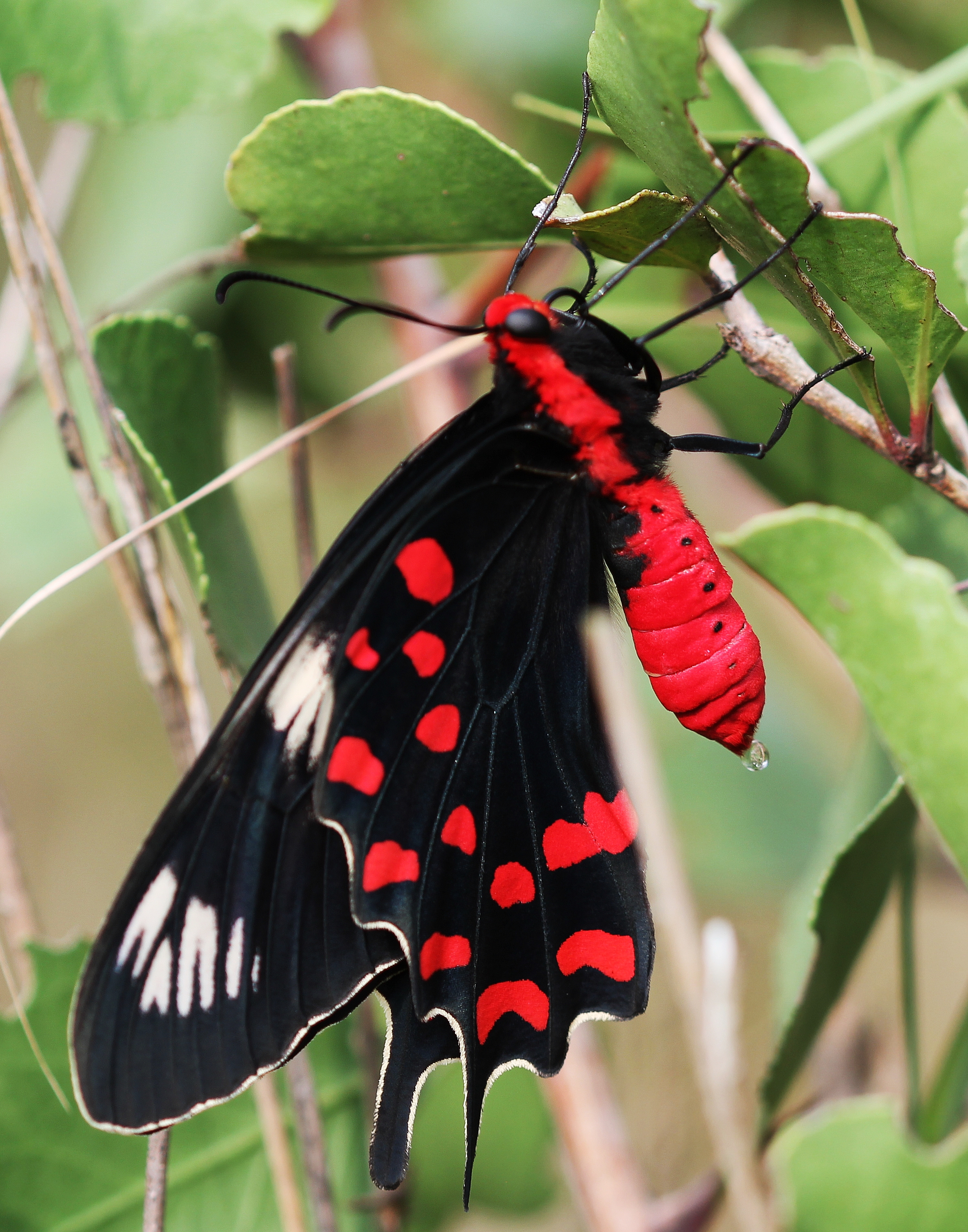
Recién surgido

Se observa un mayor número de ellos de agosto a noviembre y también de abril a junio. Se reproducen hasta siete veces al año, y se ha descubierto que solo les toma de 39 a 47 días pasar desde el huevo hasta el adulto.

### Huevos
Como los de la rosa común, sus huevos eclosionan en siete días.

### Orugas
Las orugas de la rosa carmesí son similares a las de la rosa común, pero son de color negro violáceo o marrón negruzco. Tienen la cabeza negra y el osmeterio naranja. Sus cuerpos son gordos, con tubérculos de color rojo anaranjado y una banda prominente de color blanco amarillento colocada transversalmente en los segmentos seis a ocho. La oruga tiene cinco estadios o instares. Las orugas pueden tener comportamientos canibalescos.

### Pupa
La pupa es de color marrón rosado, con las vainas de las alas más oscuras. Las expansiones en forma de ala en el abdomen son distintivas.

### Plantas alimenticias
Las larvas de la especie crecen en varias especies de Aristolochia, incluidas Aristolochia indica, Aristolochia bracteolata y Thottea siliquosa. La especie es de sabor desagradable y venenosa para las aves, ya que absorben compuestos químicos en sus etapas larvarias, incluido el ácido aristolóquico, de las plantas con las cuales se alimentan.